# Woman (John Lennon)
Woman is een postuum uitgebracht nummer van de Britse zanger John Lennon uit 1981. Het is de tweede single van zijn zevende en laatste studioalbum Double Fantasy.
Lennon schreef "Woman" als een ode aan zijn vrouw Yoko Ono, en aan alle vrouwen. Volgens Lennon is dit nummer een jaren 80-versie van  "Girl", een nummer dat hij in 1965 met The Beatles maakte. "Woman" werd wereldwijd een grote hit, en wist de nummer 1-positie te behalen in het Verenigd Koninkrijk. In de Nederlandse Top 40 haalde het een bescheiden 21e positie, en in de Vlaamse Radio 2 Top 30 haalde het de 25e positie.

## NPO Radio 2 Top 2000
| Nummer met noteringen in de NPO Radio 2 Top 2000 | '99 | '00 | '01 | '02 | '03 | '04 | '05 | '06 | '07  | '08 | '09  | '10 | '11  | '12  | '13  | '14  | '15  | '16  | '17  |
| ------------------------------------------------ | --- | --- | --- | --- | --- | --- | --- | --- | ---- | --- | ---- | --- | ---- | ---- | ---- | ---- | ---- | ---- | ---- |
| Woman                                            | 707 | 908 | 667 | 872 | 725 | 930 | 892 | 898 | 1172 | 904 | 1276 | 988 | 1034 | 1350 | 1427 | 1586 | 1757 | 1918 | 1936 |

1. ↑  Een vetgedrukt getal geeft de hoogste notering aan.
2. ↑  Deze tabel is bijgewerkt tot en met de laatste editie (2024).